# Willy Wagner

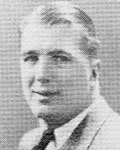
Wagner

Willy Wagner (auch Guillaume Wagner; * 16. Dezember 1909 in Helmlingen; † unbekannt) war ein französischer Fußballtorwart deutscher Herkunft.

## Karriere
Der 176 Zentimeter große Wagner lebte als junger Erwachsener in Frankreich, wo er 1932 im Kader des FC Hyères stand, der im selben Jahr als Gründungsmitglied der Division 1 als landesweite erste Spielklasse und Profiliga vorgesehen war. Als erster Torwart nahm der deutschstämmige den Platz zwischen den Pfosten ein und zählte zu den Pionieren der neugeschaffenen Liga, als er am 11. September 1932 bei der 1:2-Niederlage gegen den RC Paris am ersten Spieltag auf dem Platz stand. Auch wenn er in allen weiteren Partien aufgeboten wurde, konnte er den Abstieg seiner Mannschaft am Saisonende 1932/33 nicht abwenden. Dank seiner Teilnahme an allen 18 bestrittenen Ligaspielen der im ersten Jahr noch in zwei Gruppen ausgetragenen Meisterschaft gehört er neben Elek Schwartz, Jean Dupré und Willy Schaden zu den Rekorderstligaspielern seines Vereins, der nie wieder erstklassig spielte. Nach einem weiteren Jahr in der zweiten Liga für Hyères, in dem er die meiste Zeit nicht gesetzt war, wurde er 1934 vom FC Sochaux unter Vertrag genommen und kehrte damit in die oberste Liga zurück. 
Bei Sochaux avancierte er direkt zur unangefochtenen Nummer eins im Tor und verpasste keine Begegnung, als sich das Team in der Saison 1934/35 den französischen Meistertitel sichern konnte. Nach diesem einzigen Titelgewinn seiner Laufbahn blieb er für eine weitere Spielzeit in Sochaux, bevor er 1936 zum Zweitligisten US Valenciennes-Anzin wechselte. Bei den Nordfranzosen war er im Tor gesetzt und erreichte mit dem Verein 1937 die Rückkehr in die erste Liga. Allerdings scheiterte er mit seinen Teamkameraden am Verbleib in der Eliteklasse und musste 1938 den Wiederabstieg hinnehmen. Danach beendete Wagner nach 101 Erstligapartien sowie 16 Zweitligapartien in Frankreich seine Laufbahn. Während des Zweiten Weltkriegs wirkte er zwischen 1941 und 1944 beim SAS Épinal als Trainer.